# Chochís
Chochís ist eine Ortschaft im Departamento Santa Cruz im Tiefland des südamerikanischen Andenstaates Bolivien.

## Lage im Nahraum
Chochís liegt in der Provinz Chiquitos und ist der zweitgrößte Ort im Cantón Roboré im Municipio Roboré. Die Ortschaft liegt auf einer Höhe von 436 m am rechten, westlichen Ufer des Río Chochís, der flussabwärts in den Río Urucu mündet, der zum Río Limoncito fließt. Der Name Chochís bezeichnet eine Pflanze, die zur Gewinnung von Textilfasern verwendet wird. Die Ortschaft Chochís entstand aus einem Lager, das für den Bau der Eisenbahn zwischen Santa Cruz de la Sierra und der brasilianischen Grenze eingerichtet wurde. Chochís wurde zum Kultur- und Naturerbe des Departamentos erklärt und befindet sich derzeit im Verfahren zur Ernennung zum nationalen Kulturerbe.

## Geographie
Fünfzehn Kilometer östlich von Chochís erhebt sich mit den Serranías de Chochis ein knapp zehn Kilometer langes Felsplateau, das bis auf 1200 Meter ansteigt. Zwei Kilometer nördlich der Ortschaft steigt La Muela del Diablo (auch Torre de Portón) auf, eine Felsnadel von rötlichem Gestein, die 350 Meter aus der umgebenden Landschaft aufragt. Das Klima der Region Chochís ist subtropisch und semihumid.
Die Jahresdurchschnittstemperatur der Region liegt bei 25,5 °C (siehe Klimadiagramm San José de Chiquitos), mit monatlichen Durchschnittstemperaturen zwischen knapp 28 °C im Oktober und November und unter 22 °C im Juni. Der Jahresniederschlag beträgt 918 mm, die mittlere Luftfeuchtigkeit liegt bei 68 Prozent. Der Trockenzeit von Juli bis September steht eine ausgeprägte Feuchtezeit von November bis März gegenüber.

## Verkehrsnetz
Chochís liegt in einer Entfernung von 371 Straßenkilometern östlich von Santa Cruz, der Hauptstadt des Departamentos.
Durch Chochís führt die 1657 Kilometer lange Nationalstraße Ruta 4, die in West-Ost-Richtung das Land von der chilenischen bis zur brasilianischen Grenze durchquert. Die Straße führt über Patacamaya, Cochabamba und Villa Tunari nach Santa Cruz und von dort aus weiter über Cotoca, Pailón und San Juan de Taperas nach Chochís und dann über Roboré nach Puerto Suárez.

## Bevölkerung
Die Ortschaft besteht aus den beiden Ortsteilen „Chochís“ (635 Einwohner) und „Roboré“ (337 Einwohner).
Die Einwohnerzahl des gesamten Ortes ist zwischen den beiden letzten Volkszählungen um mehr als ein Zehntel zurückgegangen:
| Jahr | Einwohner         | Quelle       |
| ---- | ----------------- | ------------ |
| 1992 | keine Detaildaten | Volkszählung |
| 2001 | 1097              | Volkszählung |
| 2012 | 0972              | Volkszählung |
| 2024 |                   | Volkszählung |